# Iguaninha-verde
Enyalius iheringii é um lagarto da família Leiosauridae, conhecido popularmente como camaleãozinho, papa-vento ou iguaninha-verde, que pode ser encontrado do Rio de Janeiro ao Rio Grande do Sul.

## Taxonomia
Enyalius iheringii  é uma espécie da família de lagartos neotropicais Leiosauridae. Foi descrito por George Albert Boulenger (1885). A espécie pode ser identificada pelas seguintes características: lamelas infradigitais lisas; órbita ocular margeada por um arco de pequenas escamas semelhantes, sem uma escama subocular longa; escamas ventrais fortemente quilhadas; machos adultos uniformemente verdes; cristal cantal reta; menos de 30 escamas ao longo da superfície dorsal da tíbia; crista vertebral alta; menos de 150 escamas paravertebrais.

## Distribuição Geográfica
Enyalius iheringii é endêmica do Brasil e da Mata Atlântica, sendo encontrada nos estados do Rio de Janeiro, São Paulo, Paraná, Santa Catarina e Rio Grande do Sul.

## Morfologia
A espécie apresenta dimorfismo sexual na coloração e no tamanho corporal. Os machos adultos são verde uniforme, geralmente amarelado na região gular, enquanto as fêmeas possuem coloração esverdeada variável, usualmente com duas largas listras paravertebrais com tonalidades acinzentadas ou até mesmo brancas. Indivíduos jovens apresentam coloração similar às fêmeas adultas.
Em relação ao dimorfismo morfométrico, as fêmeas apresentam comprimento rostro-cloacal (máximo 125 mm) maior que os machos (máximo 115 mm), apesar de não apresentarem diferenças referentes ao tamanho da cauda ou da cabeça. A diferença no tamanho corporal pode estar relacionada ao investimento reprodutivo, sendo esperado que fêmeas maiores produzam ninhadas maiores.
A capacidade de mudança de coloração pode ser utilizada como estratégia de defesa e de evitar a predação.

## Habitat
Indivíduos da espécie são principalmente encontrados em habitats arbóreos, na vegetação e no solo. São animais diurnos, ou seja, são ativos durante o dia, prendendo-se em galhos durante a noite, enquanto dormem. Transitam entre galhos, troncos, fendas e buracos durante o período de forrageamento.

Devido à extensa exploração da verticalidade dos sub-bosques onde são encontrados, esses animais têm capacidade de se camuflar em galhos de arbustos.

## Comportamento
Aparentemente, não existe diferença entre a área de vida (padrão geral de deslocamento) entre machos e fêmeas. Porém, mais estudos precisam ser realizados. Os machos são mais avistados em setembro e outubro, enquanto as fêmeas em janeiro. Esses dados podem estar relacionados à procura de fêmeas pelos machos e à procura de locais para desova pelas fêmeas. Esses animais apresentam ainda comportamento territorialista, apesar da área defendida ser considerada pequena.

## Alimentação
Enyalius iheringii são animais forrageadores ativos, podendo apresentar comportamento do tipo “senta e espera” – facilitado por sua coloração críptica – e se alimentam principalmente de artrópodes. Além disso, fragmentos de plantas e escamas também já foram encontrados no conteúdo estomacal de representantes da espécie. A ingestão de plantas, contudo, é considerada acidental. A ingestão de escamas, por sua vez, se dá no processo de limpeza das escamas durante a muda. Dentre os artrópodes, os besouros (larvas e adultos), larvas de lepidóptero e aranhas são os mais consumidos. A dieta básica de E. iheringii difere bastante da de outros representantes do gênero, que normalmente consomem mais himenópteros e isópodes.

## Reprodução
Pesquisas com a espécie sugerem sazonalidade em relação ao período reprodutivo, uma vez que as fêmeas aptas à reprodução são encontradas de dezembro a fevereiro, épocas do ano marcadas pelo aumento da pluviosidade e das temperaturas médias. Durante o outono e inverno, o número de espécimes avistados normalmente cai drasticamente. Não existem dados que indiquem que as fêmeas produzam mais de uma ninhada por ano. As fêmeas mais velhas provavelmente entram em estado reprodutivo antes das fêmeas mais jovens, ou seja, não há sincronia reprodutiva. Aparentemente, as fêmeas se tornam aptas à reprodução no ano seguinte ao nascimento.  
Os machos possuem ciclos reprodutivos individuais, não apresentando sazonalidade. Pois representantes da espécie variam quanto a presença e ausência de estoque de espermatozóides nos ductos deferentes. Fêmeas capturadas em período de vitelogênese ainda não fecundadas apresentavam estoque de espermatozoides em seus tratos reprodutivos, esse fenômeno pode estar associado com o extenso ciclo reprodutivo, que ocorre durante grande parte do verão. Essa informação sugere que machos e fêmeas possuam ciclos reprodutivos dissociados, com as gônadas atingindo atividade máxima em períodos distintos.

## Parasitas
Três espécies de nematóides já foram registradas como parasitas de E. iheringii: Oswaldocruzia fredi, Strongyluris oscari e Rhabdias sp. Estas são espécies generalistas e com ciclo de vida direto, sendo geralmente ingeridas por seus hospedeiros. As assembleias de helmintos identificadas em E. iheringii eram empobrecidas, algo comum em hospedeiros reptilianos e anfíbios. Apesar disso, a prevalência dos parasitas foi alto (todos os indivíduos analisados na pesquisa estavam infectados).

## Estado de conservação
Enyalius iheringii é uma espécie sensível à fragmentação de hábitats, o que significa que suas populações são maiores em regiões bem preservadas ou pouco perturbadas. Portanto, em áreas alteradas ou em estágios iniciais de regeneração, esta espécie é mais difícil de ser encontrada. Devido à sua ampla distribuição geográfica e ausência de dados que apontem declínios populacionais, o estado de conservação da espécie é considerado pouco preocupante (LC) no Brasil e em nível global.